# Payne Stewart
Payne Stewart (Springfield (Missouri), 30 januari 1957 – ergens tussen Orlando (Florida) en Mina (South Dakota), 25 oktober 1999) was een Amerikaans professioneel golfspeler. 

## Carrière
Vanaf 1976 speelde Stewart op de Amerikaanse PGA Tour. In totaal won hij elf toernooien op deze tour, tussen 1982 en 1999, waarvan drie Majors: het US Open van 1991 en 1999 en het PGA Championship van 1989. Hij was ook nog tweemaal tweede op het US Open (in 1993 en 1998) en op het Britse Open (in 1985 en, gedeeld, in 1990).
 In 1991 won hij het Dutch Open op de Noordwijkse.
Payne Stewart verscheen meestal in een knickerbocker op de golfbaan, in afwisselende kleurstellingen van de Americanfootballteams, uitkomend in de National Football League (NFL). Deze League was de voornaamste sponsor van Stewart.
Ter herinnering aan hem wordt sedert 2000 jaarlijks de Payne Stewart Award uitgereikt aan de golfspeler die respect toont voor de tradities van golf en die door zijn gedrag en presentatie hiervan uiting geeft.

## Vliegtuigongeluk
Hij kwam om het leven in een bizar vliegtuigongeluk tijdens een vlucht met een Learjet van Orlando naar Dallas op 25 oktober 1999. Tijdens de vlucht week het vliegtuig van zijn koers af en antwoordde niet meer op oproepen van vluchtleiders. Jets van de Amerikaanse luchtmacht die naar de Learjet waren gestuurd zagen dat de ramen van het vliegtuig bevroren waren, wellicht als gevolg van een plotselinge daling van de temperatuur na het wegvallen van de luchtdruk aan boord. Men vermoedt dat de inzittenden bewusteloos waren geworden door gebrek aan zuurstof. De luchtmachtjets begeleidden het vliegtuig tot alle brandstof verbruikt was en het neerstortte in de buurt van Mina (South Dakota). Aan boord bevonden zich naast Stewart nog vijf personen, waaronder twee piloten.
Een reconstructie van deze gebeurtenis is te zien in de serie Air Crash Investigation van National Geographic (Deadly Silence - Seizoen 16, afl. 1)

## Gewonnen

#### Amerikaanse PGA Tour
| Nr | Jaar | Toernooi                           | Score                 | Tweede plaats                         |
| -- | ---- | ---------------------------------- | --------------------- | ------------------------------------- |
| 1  | 1982 | Miller High Life QCO               | -12 (68-66-65-69=268) | Tom Kite                              |
| 2  | 1983 | Walt Disney World Golf Classic     | -19 (69-64-69-67=269) | Nick Faldo, Tom Kite, Mark McCumber   |
| 3  | 1987 | Hertz Bay Hill Classic             | -24 (69-67-63-65=264) | David Frost                           |
| 4  | 1989 | MCI Heritage Golf Classic          | -16 (65-67-67-69=268) | Kenny Perry                           |
| 5  | 1989 | PGA Championship                   | -12 (74-66-69-67=276) | Andy Bean, Mike Reid, Curtis Strange  |
| 6  | 1990 | MCI Heritage Golf Classic          | -8 (70-69-66-71=276)  | Playoff tegen Steve Jones, Larry Mize |
| 7  | 1990 | GTE Byron Nelson Golf Classic*     | -8 (67-68-67=202)     | Lanny Wadkins                         |
| 8  | 1991 | US Open                            | -6 (67-70-73-72=282)  | Play-off tegen Scott Simpson          |
| 9  | 1995 | Shell Houston Open                 | -12 (73-65-70-68=276) | Play-off tegen Scott Hoch             |
| 10 | 1999 | AT&T Pebble Beach National Pro-Am* | -10 (69-64-73=206)    | Frank Lickliter II                    |
| 11 | 1999 | US Open                            | -1 (68-69-72-70=279)  | Phil Mickelson                        |

 * : toernooi van 54 holes na zware regen.

#### Elders
- 1981: Indian Open, Indonesisch Open (Asian Tour)
- 1982: Magnolia State Classic, Coolangatta-Tweed Heads Classic (Australië)
- 1985: Jun Classic (Japan Golf Tour, na play-off tegen Kazushige Kono en Masahiro Kuramoto)
- 1987: Fred Meyer Challenge (met Isao Aoki)
- 1991: Heineken Dutch Open (Europese Tour), Skins Game
- 1992: Skins Game, Hassan II Trophy (Challenge Tour)
- 1993: Skins Game, Hassan II Trophy (Challenge Tour)
- 1996: Wendy's 3-Tour Challenge (met Fred Couples en Davis Love III)